# Стиллингтон, Роберт
Роберт Стиллингтон (англ. Robert Stillington; умер в начале мая 1491, Виндзорский замок, Беркшир, Королевство Англия) — английский священнослужитель, епископ Бата и Уэлса с 1466 года, лорд-канцлер при Эдуарде IV. Известен в первую очередь как человек, заявивший в 1483 году о недействительности брака Эдуарда с Елизаветой Вудвилл из-за данного королём прежде обещания жениться на Элеоноре Толбот. Это заявление стало основанием для захвата престола Ричардом III. При Генрихе VII Стиллингтон получил прощение, но позже поддержал Ламберта Симнела и умер в тюрьме.

## Биография
Роберт Стиллингтон был сыном Джона Стиллингтона, землевладельца из Йоркшира. Он окончил Оксфордский университет, получил степень доктора гражданского и канонического права. Церковную карьеру начал как каноник Уэлса (1445), канцлер Уэлского собора (1447), архидиакон Тонтона (1450). В 1448 году Стиллингтон был одним из королевских уполномоченных на переговорах с Бургундией, в последующие годы получил ряд церковных пребенд. В Войнах Алой и Белой розы он встал на сторону Йорков и благодаря влиянию этой партии получил в 1460 году должность хранителя тайной печати (до 1467). 30 октября 1465 года Стиллингтон был избран епископом Бата и Уэлса, а 16 марта 1466 года был рукоположен в сан. 20 июня 1467 года король Эдуард IV назначил его лордом-канцлером. Епископ на время оставил этот пост, когда на престол вернулся Генрих VI, и окончательно ушёл 25 июля 1475 года.
В том же году Стиллингтон по поручению короля добивался от герцога Бретонского выдачи Генриха Тюдора (вельможи из ланкастерской «партии»), но потерпел неудачу. В 1478 году он оказался в Тауэре за какие-то заявления, нанёсшие ущерб королю, вскоре получил прощение и вышел на свободу. Надёжных и точных данных о сути дела в источниках нет. Один из хронистов утверждает, что именно тогда епископ сообщил брату Эдуарда Ричарду, герцогу Глостерскому, об обещании жениться, которое король дал леди Элеоноре Толбот до своего венчания с Елизаветой Вудвилл. Этот документ делал недействительным королевский брак и превращал наследника престола в бастарда. Если Стиллингтон и правда сделал такое заявление, то им могла двигать ненависть к Вудвиллам — амбициозным родственникам королевы. По другой версии, епископ мог оказаться в тюрьме из-за своей близости к ещё одному королевскому брату Джорджу, герцогу Кларенсу, которого в 1478 году приговорили к смерти за измену.
После смерти Эдуарда IV в апреле 1483 года Стиллингтон вошёл в состав совета при юном Эдуарде V. По словам Филиппа де Коммина, в июне того же года епископ рассказал Ричарду, герцогу Глостерскому (на тот момент-лорду-протектору), «что король Эдуард [IV] поклялся жениться на одной английской даме (и он назвал её имя), поскольку был влюблён в неё и хотел пользоваться её ласками, и обещание это дал при нём, епископе. В результате он делил с ней постель, но и в мыслях не держал выполнять своё обещание». Ричард использовал это сообщение, чтобы добиться признания брака Эдуарда IV с Елизаветой Вудвилл недействительным, сместить Эдуарда V как внебрачного ребёнка и самому занять трон. Стиллингтон участвовал в церемонии его коронации.
Когда Генрих Тюдор победил Ричарда при Босворте в 1485 году, епископ оказался в тюрьме. Брак Эдуарда IV с Елизаветой снова был признан каноническим, одна из дочерей супругов, Елизавета Йоркская, стала королевой Англии. В ноябре того же года Стиллингтон получил полное помилование, но в 1487 году поддержал самозванца Ламберта Симнела. Он нашёл убежище в Оксфордском университете, в конце концов был выдан властям и снова оказался в заключении в Виндзорском замке. Там Стиллингтон и умер в 1491 году. Его похоронили в часовне в кафедральном соборе Уэлса, которую он и основал.
По данным Коммина, у Стиллингтона был сын, которого Ричард III хотел женить на своей племяннице Елизавете. Он был пленён французами у берегов Нормандии и умер в заключении в Париже.